# Бойко, Владимир Иванович (певец)
Владимир Иванович Бойко (10 апреля 1928, Прилуки — май 2007) — советский и украинский певец, солист хора им. Веревки, заслуженный артист Украинской ССР (1976), народный артист Украинской ССР (1987), лауреат многих международных фестивалей искусств, Почётный гражданин города Прилуки (сентябрь 2001).

## Биография
Родился в рабочей семье, окончил в Прилуках неполную среднюю школу № 13, работал на заводе «Пластмасс», с осени 1943 по 1949 год — рабочий на табачной фабрике в Прилуках.
Участвовал в художественной самодеятельности, пел в школьных кружках, в 1949 году уехал на Донбасс, работал проходчиком нижнего штрека на шахте «Никитовка».
Без отрыва от производства окончил Киевское музыкальное училище им. Глиэра, и Киевский институт культуры.
В 1950 году принял участие в конкурсе на замещение вакантной должности артиста — певца Государственного украинского народного хора, в этом же году зачислен в состав хора.
Лауреат 6-го Международного фестиваля молодежи и студентов (Москва, 1957). Выступал в Национальном заслуженном академическом украинском народном хоре им. Г Веревки, был ведущим солистом хора.
В 1967 году участвовал в днях Украины в Канаде. В 1976 году за гастроли по странам Латинской Америки присвоено звание заслуженного артиста Украинской ССР. С 1987 года — народный артист Украинской ССР.
В 1982 году вышла его пластинка «Песни народов мира в исполнении хора» (Москва, фирма «Мелодия»).
Лауреат Всемирных фестивалей искусств в Брюсселе, Монреале, Москве. В 1997 году с коллективом получил «Золотой кубок» на фестивале фольклорных коллективов в Корее.
Побывал с концертами более чем в 50 странах мира. В сентябре 2001 ему присвоено звание Почётного гражданина Прилук.
В 2003 году награждён орденом «За заслуги» III степени.